# Vossia
Vossia là một chi thực vật có hoa trong họ Hòa thảo (Poaceae).

## Loài
Chi Vossia gồm các loài: